# Jimmy Bennett
James Michael "Jimmy" Bennett (født 9. februar 1996) er en amerikansk børneskuespiller. Han er kendt for sine roller i Daddy Day Care, Hostage, Poseidon, og for nylig som ung James T. Kirk i Star Trek. Han er i øjeblikket i hovedrollen som JJ Powell i No Ordinary Family som en teenager, begavet med enorm intelligens efter et flystyrt.
Bennett blev født i Seal Beach, Californien og bor nu med sine forældre og sin søster i Huntington Beach, Californien, hvor familien driver en hard rock tema crepe restaurant. Når han ikke laver skuespil, spiller han guitar og synger på sin officielle Youtube-kanal. Han har også skrevet og optrådt med sangen Summer Never Ends, som kan høres i slutningen af filmen Shorts.
Bennett dukkede op i næsten 30 reklamefilm, samt i episoder af tv-serien The Guardian og Strong Medicine, før han fik rollen "Tony".

## #MeToo
I 2018 kørte der en sag i medierne mellem Jimmy Bennett og Asia Argento. Sagen kom frem kort tid efter sagen om Harvey Weinstein i oktober 2018, hvor Asia i hemmelighed havde betalt Jimmy 380.000 USD. Asia var en af de første, der trådte frem som Weinsteins ofre, men blev senere hængt ud, da det viste sig at hun, på det tidspunkt 37 år, havde misbrugt Jimmy, på det tidspunkt 17 år, seksuelt.